# Kjartan Slettemark

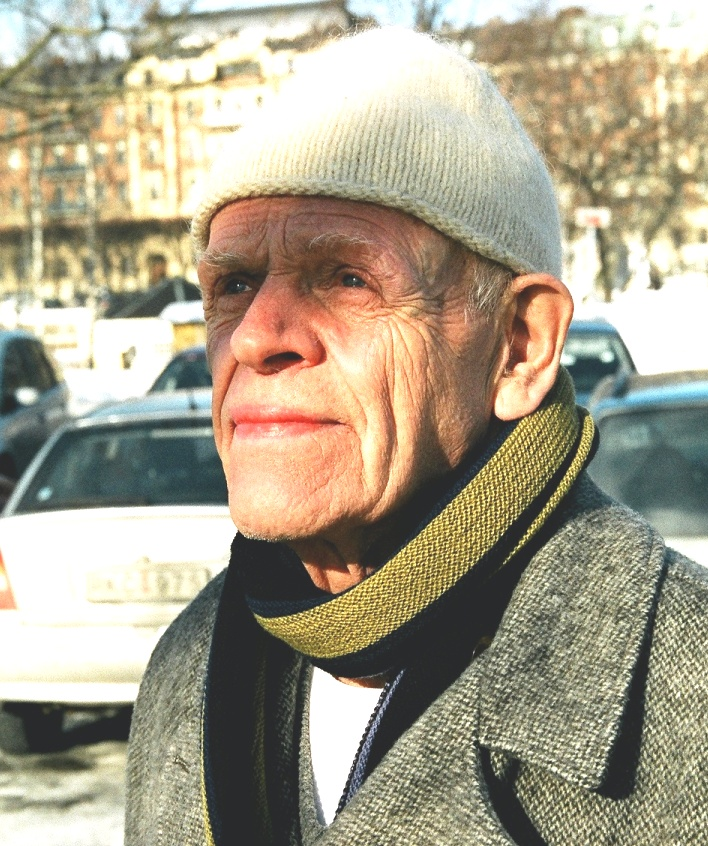
Kjartan Slettemark, 2006

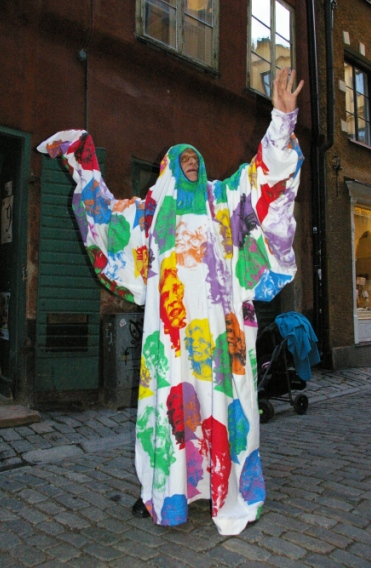
Kjartan Slettemark "da la burka a la cara", 10 de noviembre de 2007.

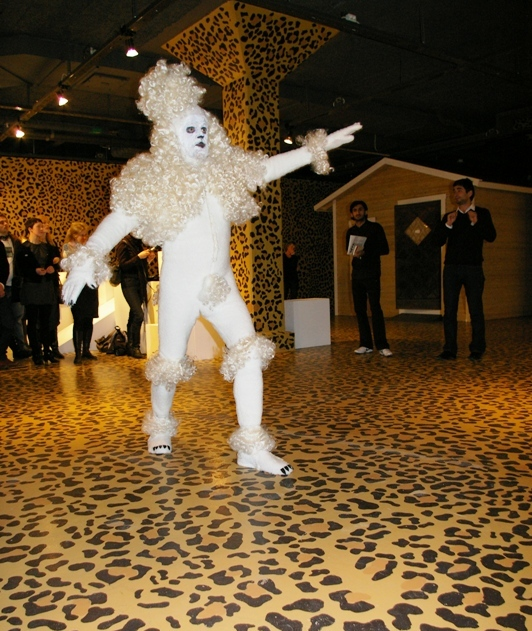
Kjartan Slettemark en su nuevo traje de caniche en la Tensta Konsthall el 11 de enero de 2008.

Kjartan Slettemark (6 de agosto de 1932 - 13 de diciembre de 2008) fue un artista noruego-sueco. Kjartan es un variante noruego del nombre gaélico Muircheartach (Mar del guerrero). Su apellido se compone de la palabra noruega slette (un plano) y la mark (campo). Rindiendo homenaje a su proyecto artístico, a menudo escribía su nombre KjARTan.

## Honores
- "Stockholm stads hederspris" 1988
- Norsk kulturråds ærespris 2001
- "Hockers pris" por "Kungliga Akademien för de fria Konsterna" 2003